# 第十とよた丸
第十とよた丸（だいじゅうとよたまる）は、かつて日本の川崎汽船が運航していた自動車運搬船である。1970年に、日本初の外航自動車専用運搬船として竣工した。

## 歴史
1965年（昭和40年）頃より増加した日本産の自動車輸出を担うべく、1965年に日産自動車の完成車を輸送する追浜丸が日立造船桜島工場で竣工した。川崎汽船はトヨタ自動車販売と連携し、1968年11月21日に第一とよた丸を竣工。1969年2月20日と同3月22日には、同型の第二・第三とよた丸が竣工した。これらはばら積み貨物船兼用で、北米太平洋岸に自動車を輸送し、復路では穀物などのばら積み貨物を輸送した。この方法では荷役に要する時間がかかり、復路貨物との配船調整の難しさがあり、自動車業界からはより規則的な配船・運航の要求が高まった。トヨタ自動車と川崎汽船では自動車専用船の必要性を認識し、川崎重工業に対して専用船の開発を求めた。
日本初の自動車専用船となる本船は1969年12月に起工、1970年7月9日に竣工。7月11日に、名古屋港トヨタ埠頭にてトヨタの完成車1958台を積み込み、ロサンゼルスへ向けて処女航海を行った。
Car/Bulk Carrier（自動車・ばら積み兼用船）に対して本船をはじめとする自動車専用運搬船はPCC（Pure Car Carrier）と呼ばれる。本船に続いて同型船の「第十一とよた丸」（川崎汽船・日本汽船共有）「第十二とよた丸」（日本郵船・千代田汽船共有）が順次建造されたが、しばらくは兼用船も建造され続け、徐々にPCCに切り替わっていった。専用船は復路が空荷となるため、運航の経済性を高めるため高速化が図られ、速力20ノットを越える高速船も作られるようになった。大型化も進み、1974年には積載台数6000台を越える「神悠丸」が建造された。
その後の自動車運搬船のあり方に大きな影響を与えたことが評価され、2019年には日本船舶海洋工学会主催の「第3回ふね遺産」に認定された。

## 構造
積み荷の自動車は容積あたりの重量が軽く、従来船に比較すると水中側面積に比べ水面上の風圧側面積が大きい特徴がある。このため、舵面積比を1/45まで高め、舵の下端にフィンを付けることにより保針性を持たせた。停泊時の風圧対策として、岸壁停泊時には前後各4か所のホーサーを備え、錨泊時には喫水を深くするためのバラストタンクと、船首の燃料タンクが空の場合には海水を注入できる配管を設ける。
船内は1番～4番船倉と、下層から第1～第9カーデッキを有する。このうち1番船倉は第2～第9、機関室上部にあたる4番船倉は第5～第9カーデッキに自動車を積載する。積載車両は主にトヨペット・コロナ、トヨペット・クラウン、トヨタ・カローラを想定している。他のカーデッキの甲板間高さが1.96mに対し第6カーデッキは2.51mが確保され、このデッキにはトヨタ・ランドクルーザーおよびトヨタ・ハイエースが積載可能である。自動車の積み下ろしおよび船内の移動は自走により行われ（RO-RO式）、サイドポートは2番・3番船倉の両舷に設けられている。3番船倉右舷のみ第6・第7カーデッキ、その他は第5・第6カーデッキにタラップを接続できる。タラップはプラットホームとカーラダー（梯子）からなり、舷に直角方向に掛ける場合にはラダーを直接サイドポートに接続する。舷に水平方向に掛ける際にはサイドポートにプラットホームを接続し、プラットホームからラダーをかける。ラダーは幅3.2m。長さ17mのものが2本、8mが1本搭載され、岸壁との距離が近い場合には短いラダーを使用する。航海時には、ラダーとプラットホームは航海船橋甲板上に格納している。船内の上下方向の移動には、2番・3番船倉には第1～第9カーデッキ間、1番船倉には第2～第6カーデッキ間に固定式のランプウェイを備え、各デッキの船倉間には扉のついた開口部を設けている。